# ألبرت جون هيس
ألبرت جون هيس (بالإنجليزية: Albert John Hesse)‏ هو عالم حشرات جنوب أفريقي، ولد في 1895، وتوفي في 1987.